# Andonectes apure
Andonectes apure är en skalbaggsart som beskrevs av García 2002. Andonectes apure ingår i släktet Andonectes och familjen dykare. Inga underarter finns listade i Catalogue of Life.